# 吉備津彦神社の御田植祭
吉備津彦神社の御田植祭（きびつひこじんじゃのおたうえさい）は、岡山県岡山市北区一宮の吉備津彦神社で催される御田植祭である。1964年（昭和39年）に岡山県の無形民俗文化財に指定され、1979年（昭和54年）に国の選択無形民俗文化財に選ばれた。

## 内容
1日目夜の「御斗代神事」と翌日の「御幡神事」からなり、元々は旧暦の6月27日・28日に行われたが、現在は8月2日・3日に行われる。
8月2日午後の厄神祭の後、本殿祭で地元小学生の早乙女による田舞が奉納され、その後夜の10時に「御斗代神事」が行われる。神前に供えられた御苗を御羽車に遷し2列の行列を整えて出発、拝殿から正面大鳥居へ向かい、鶴島亀島の棚では神官が3本の御苗を神田に見立てた神池に植え、神饌を供え祝詞をあげ「御斗代神事」は終了する。
翌8月3日午前、前日と同じく本殿祭で田舞が奉納され本殿での神事終了後、氏子が高さ5メートルあまりの竹棹に「御幡」十数本を掲げて、午後4時行列を組んで神社の南の一宮公民館を出発、行列は表参道に出て大鳥居をくぐり随神門から拝殿に進む。「御幡」は待っていた参詣者によって倒され、「御幡」に付けられている扇子の争奪が始まる。その扇子を田に立てて置けば、虫が付かず豊作になるという。

## 交通規制
本殿祭が行われている時間帯は国道180号に接続している参道や本神社敷地の東側を南北に走る道路（岡山県道61号妹尾御津線の一部）および岡山県道243号一宮備前一宮停車場線が自転車を除いて全面車両通行禁止となり、両路の入り口には警備員が立ち周囲市道へ迂回するように指示が出される。